# أفونسو تايرا
أفونسو تايرا (بالإنجليزية: Afonso Taira)‏ (17 يونيو 1992 بكاشكايش في البرتغال - ) هو لاعب كرة قدم برتغالي في مركز الوسط يلعب في نادي الباطن السعودي. شارك مع منتخب البرتغال تحت 17 سنة لكرة القدم ومنتخب البرتغال تحت 18 سنة لكرة القدم ومنتخب البرتغال تحت 19 سنة لكرة القدم. أما مع النوادي، فقد لعب مع أتليتيكو كلوب دي برتغال وإشتوريل برايا ونادي قرطبة ونادي الخلود ونادي الباطن.

## روابط خارجية
- أفونسو تايرا على موقع قاعدة بيانات كرة القدم.إي يو (الإنجليزية)
- أفونسو تايرا على موقع Soccerway.com (الإنجليزية)
- أفونسو تايرا على موقع AS.com (الإسبانية)